# ستيف غارفي (موسيقي)
ستيف غارفي (بالإنجليزية: Steve Garvey)‏ هو موسيقي بريطاني، ولد في 8 يناير 1958 في مانشستر في المملكة المتحدة.

## وصلات خارجية
- الموقع الرسمي
- ستيف غارفي على موقع IMDb (الإنجليزية)